# Jacek Sawicki
Jacek Zygmunt Sawicki (ur. 12 maja 1957 w Warszawie) - prof. nadzwyczajny, dr hab.; historyk o specjalności historia najnowsza, politolog, filmowiec.

## Życiorys
W 1980 r. ukończył studia historyczne na Wydziale Historycznym Uniwersytetu Warszawskiego. W 1987 r. na podstawie pracy Związek Walki Zbrojnej - Armia Krajowa w aglomeracji podwarszawskiej 1940-1945 w Wojskowym Instytucie Historycznym otrzymał stopień doktora nauk humanistycznych. W 2007 r. uzyskał habilitację w Instytucie Studiów Politycznych Polskiej Akademii Nauk w Warszawie (Bitwa o prawdę. Historia zmagań o pamięć powstania warszawskiego 1944-1989). Pracownik naukowo-dydaktyczny Katolickiego Uniwersytetu Lubelskiego Jana Pawła II oraz Archiwum Instytutu Pamięci Narodowej w Warszawie. Były długoletni pracownik redakcji edukacyjnej Telewizji Publicznej. Odznaczony m.in. Srebrnym Krzyżem Zasługi (2010) oraz Medalem Komisji Edukacji Narodowej (2013).
Specjalizuje się w historii drugiej wojny światowej i Armii Krajowej, historii społeczno-politycznej PRL, zagadnieniach polityki historycznej oraz fotografii historycznej. W latach 2009–2020 organizator w A.IPN cyklu konferencji z okazji Światowego Dnia Dziedzictwa Audiowizualnego pod patronatem Polskiego Komitetu ds. UNESCO.
Ojciec Mikołaja.

## Wybrane publikacje[5]

### Monografie
- Władysław Anders. Pamięć i polityka, "Przegląd Archiwalny Instytutu Pamięci Narodowej", (17), 217–232. https://doi.org/10.48261/PAIPN241713 .
- O pamięci Powstania Warszawskiego w przeddzień 80. rocznicy, "Pamięć i Sprawiedliwość" Nr 1 (41) 2023, s. 364-379, https://doi.org/10.48261/pis234117.
- Polska jesień, rosyjska zima. Spotkanie Juliena Bryana z misją UNRRA w Europie Środkowo-Wschodniej 1946-1947 - Fotografie i zapiski / Polish autumn, russian winter. Julien Bryan meets the UNRRA mission in Central and Eastern Europe 1946-1947 -Photographs and notes, Warszawa 2022,  ISBN 978-83-822-9220-6
- Praktyki pamięci w obchodach odzyskania niepodległości Polski w 1918 roku oraz zwycięstwa w wojnie z bolszewikami w 1920. Przykłady rekonstrukcji historycznych, "Studia i Materiały Centralnej Biblioteki Wojskowej im. Marszałka Józefa Piłsudskiego" Nr 2 (18) 2022, s. 181-190, DOI: 10.5281/zenodo.7375590.
- Powstanie Warszawskie. Pamięć i polityka, Łomianki 2020/2021, ISBN 978-83-7565-686-2
- Cenzura wobec Katolickiego Uniwersytetu Lubelskiego 1944-1989, "Roczniki Humanistyczne - Historia" Tom LXVI zeszyt 2 (specjalny) 2018, s. 159-180, DOI: http://dx.doi.org/10.18290/rh.2018.66.2s-8.
- Misja UNRRA w Polsce, raport zamknięcia (1945-1949). Wprowadzenie i redakcja naukowa Jacek Zygmunt Sawicki, Lublin 2017, ISBN 978-83-65713-15-5.
- Pomnik jako pole bitwy, "Roczniki Nauk Społecznych" Tom 7 (43) Nr 3  2015, s. 85-112, DOI: http://dx.doi.org/rns.2015.7(43).3-7.
- Szuflady pamięci (o pamięci i polityce historycznej - współautor), Lublin 2014, ISBN 978-83-63527-55-6.
- Kariera SS-Oberscharführera Hermanna Baltruschata 1939–1943. Album fotograficzny funkcjonariusza Einsatzgruppe i Geheime Staatspolizei na ziemiach polskich wcielonych do Rzeszy, red. Jacek Zygmunt Sawicki, współpraca Jochen Böhler, Instytut Pamięci Narodowej i Niemiecki Instytut Historyczny w Warszawie, Warszawa 2014, ISBN 978-83-7629-724-8.
- Die Farben des Krieges. Die belagerung Warschaus in den Farbfotografien von Julien Bryan/ Kolory wojny. Oblężenie Warszawy w barwnej fotografii Juliena Bryana, Warszawa-Berlin 2010-2011, ISBN 978-3-422-07098-1.
- Siege of Warsaw In the photographs of Julien Bryan/ Oblężenie Warszawy w fotografii Juliena Bryana, Warszawa 2010 (współautor, NAGRODA „KLIO”), ISBN 978-83-7629-168-0.
- A więc wojna. Ludność cywilna we wrześniu 1939 r., oprac. zbior., Warszawa-Lublin 2009, ISBN 978-83-7629-069-0.
- Bitwa o prawdę. Historia zmagań o pamięć powstania warszawskiego 1944-1989, Warszawa 2005, ISBN 83-7181-366-X.
- Antologia tekstów nieobecnych (wstęp i red. nauk.), Toruń 2004, ISBN 83-7322-931-0.
- Aresztowane powstanie (red. naukowa), Warszawa 2004, ISBN 83-89078-57-0.
- Obroża w konspiracji i powstaniu warszawskim. Dzieje Armii Krajowej na przedpolu Warszawy, Warszawa 2002, ISBN 83-11-09407-1.
- Wielka Ilustrowana Encyklopedia Powstania Warszawskiego, t. 1-2 (org. red. nauk.), t. 3. (red. map) Warszawa 2002-2005, ISBN 83-11-09261-3.
- VII obwód Okręgu Warszawskiego Armii Krajowej, Warszawa 1990, ISBN 83-01-09409-5.

### Wybrane filmy
- 2008 - TAŚMY MARCA[6] [Marzec'68] Film dokumentalny Reżyseria, Scenariusz,
- 2006 - DNI, KTÓRE WSTRZĄSNĘŁY POLSKĄ[7] [Grudzień'70] Film dokumentalny Reżyseria, Scenariusz,
- 1999 - OSTATNI RAPORT [Józef Beck] Film dokumentalny Reżyseria, Scenariusz,
- 1999 - WYJŚCIE Z CIENIA[8] [Tadeusz Pełczyński] Film dokumentalny Reżyseria, Scenariusz,
- 1998 - HAŚKA[9] [Halina Poświatowska] Film dokumentalny Reżyseria, Scenariusz,
- 1998 - MARZEC '68. TAJNE Film dokumentalny Reżyseria, Scenariusz,
- 1997 - PRAWDZIWA HISTORIA NIE CHCIANYCH POMNIKÓW Cykl dokumentalny Reżyseria (w napisach określenie funkcji: Realizacja), Scenariusz,
- 1995 - NASZA GENERACJA[10] [historia polskiego jazzu i bigbitu] Cykl dokumentalny Realizacja, Scenariusz,
- 1994 - TWARZE STANISŁAWA BAJA Film dokumentalny Reżyseria, Scenariusz,
- 1987 - LENINO - WARSZAWA - BERLIN Film dokumentalny Reżyseria, Scenariusz,
- 1987 - W SZEREGACH AK [Antoni Sanojca] Film dokumentalny Reżyseria, Scenariusz,